# Ksawery Pillati
Ksawery Franciszek Pillati (ur. 1843 w Warszawie, zm. 31 stycznia 1902 w Zakopanem) – polski malarz, rysownik oraz ilustrator książkowy.

## Życiorys
Urodzony jako jedno z siedmiorga dzieci Franciszka Pillatiego i Małgorzaty z Kozłowskich, pochodził ze znanej rodziny artystów związanych ze środowiskiem warszawskim. Był bratem Henryka Pillatiego. Żonaty (1869) z Marią Bagniewską, z którą miał dwóch synów: Stefana (rzeźbiarza) i Gustawa (malarza, rysownika i pedagoga).
Studiował w Warszawie w Szkole Sztuk Pięknych, następnie odbywał studia w Akademii Sztuk Pięknych w Monachium u Hermana Anschütza i Alexandra Wagnera (w końcu października 1868 r. zgłosił się do Antikenklasse: immatrykulacja 18 XI 1868 r.). Należał do tamtejszego zrzeszenia artystów („Münchner Kunstverein”). Po powrocie do Warszawy, jako współpracownik miejscowych czasopism, należał obok Michała Elwira Andriollego do najpłodniejszych i najbardziej cenionych ilustratorów.

## Twórczość
Był malarzem scen rodzajowych, portretów i obrazów religijnych. Najbardziej jednak znany jest jako ilustrator książek i czasopism. Pracował m.in. dla „Tygodnika Ilustrowanego” i tygodnika „Kłosy”. Spośród ważniejszych edycji ilustrował Encyklopedię powszechną, wydaną w latach 1898–1903 przez Samuela Orgelbranda, i Wizerunki książąt i królów polskich (1888) z tekstem Józefa Ignacego Kraszewskiego.